# Temple protestant du Mans
Le temple protestant du Mans est un lieu de culte inauguré en 1900 et situé 16 rue Barbier au Mans, Sarthe. La paroisse est membre de l'Église protestante unie de France.

## Localisation
Le temple est situé 16 rue Barbier, au Mans.

## Histoire
Avant la révocation de l'édit de Nantes, les Huguenots disposent d'un temple à l'extérieur de la ville, paroisse de Sainte-Croix, nommé Bel-Air. Interdits de sépulture dans le cimetière catholique, ils achètent également un terrain pour établir un cimetière protestant. Le temple est rasé sur ordre royal le 17 septembre 1685. Le terrain est accordé à l’Hôpital général. L'actuelle rue de la Presche tire probablement son nom de ce premier temple du Mans,.
En 1856, dans le cadre du Régime concordataire français, est constituée une Église réformée au Mans. Le culte a lieu à partir de 1877 au 8 rue du Bourg-Belé. Le 18 juin 1898 est acheté un terrain aux Hospices civils du Mans. Le temple est inauguré le 29 mars 1900 par le pasteur Paul Fargues.
En 1979 est installé un grand orgue par le facteur d'orgues Muhleisen. Il possède 12 jeux à transmission mécanique.
En 2018, le culte accueille près de 70 fidèles chaque dimanche,,.

## Architecture
L'édifice est d'un surprenant style syncrétique, sur un dessin de l'architecte Louis-Jean Raoulx. Le portail monumental s'ouvre sur une large rosace formée d’une croix grecque emplie de quadrilobes. Le tympan est orné du bas-relief d'une Bible ouverte, symbole traditionnel des temples réformés. Sur les pages est gravé un verset tiré de l'Évangile selon Matthieu, au chapitre 11 : « Venez à moi vous tous qui êtes fatigués et chargés et je vous soulagerai ».